# هارلم هایتس (فلوریدا)
هارلم هایتس (به انگلیسی: Harlem Heights) یک منطقهٔ مسکونی در ایالات متحده آمریکا است که در شهرستان لی، فلوریدا واقع شده‌است. هارلم هایتس ۲٫۱ کیلومتر مربع مساحت و ۱٬۰۶۵ نفر جمعیت دارد و ۱ متر بالاتر از سطح دریا واقع شده‌است.